# Zoetermeer
 Zoetermeer é um município neerlandês, localizado na província da Holanda do Sul. É de facto, considerada uma cidade, mas oficialmente nunca obteve este status. Zoetermeer é a terceira cidade da província em tamanho, após Roterdão e Haia. Seu nome significa literalmente "lago [da água] doce".

## História

### Soetermeer e Zegwaard

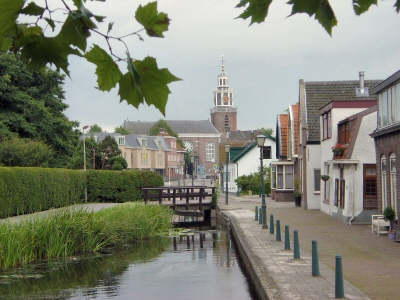
A antiga vila Zoetermeer

Acredita-se que os primeiros habitantes da Zoetermeer estiveram  até o ano 1000 em uma área de exploração de turfa, no lago pantanoso Soetermeer (que foi drenado no século XVII). A exploração de turfa foi realizada através da construção de canais para evacuar a água.
No século XIII a população cresceu, concentrando-se na atual localização da rua Dorpstraat. A turfa continuou a ser extraída, inclusive debaixo d'água. Também era vendida a outras cidades como combustível. O lago Soetermeer foi drenado em 1616. Devido à extração da turfa e da contração do solo seco, as grandes áreas de Zoetermeer terminaram ficando abaixo do nível do mar. Algumas áreas (como a rua), no entanto, permanecem mais elevadas porque em sua zona a turfa não foi extraída. Os canais e lagoas nas proximidades da rua são encarregadas de manter o nível da água subterrânea, para evitar que os postes de madeira utilizados como fundações de prédios antigos apodreçam, e para evitar uma nova queda das terras e afundamento por drenagem.
O canal Leidsewallenwetering, que atravessa os bairros de Dorp e Seghwaert, remonta as origens da exploração de turfa na cidade: foi escavado para evacuar a água do pôlder de Zoetermeer até o norte (perto de Leiden). Através de um segundo canal, o Delftsewallenwetering, evacuava-se a água até o sul (perto de Delft). Os dois canais, unidos, formavam uma rota navegável que era usada para o transporte de mercadorias.
Junto à Oude Kerk (Igreja Velha) existia uma ponte sobre a rota navegável de Leiden à Delft. Estes canais constituíam, ademais, a separação entre os núcleos de Soetermeer (oeste) e Zegwaard (este).
Zoetermeer obteve acesso à rede  ferroviária em 1868, o que impulsionou o crescimento de Soetermeer e Zegwaard. Muitos produtores de manteiga se firmaram em Zoetermeer e, além de manteiga, a cidade produzia diversos produtos lácteos e margarina.

### Batalha de Zoetermeer
Zoetermeer desempenhou um papel importante na Guerra dos Oitenta Anos. Em 17 de setembro de 1574 teve lugar a Batalha de Zoetermeer (se bem que Zoetermeer não era o objeto da batalha). As tropas espanholas, sob o comando de Francisco de Valdés, não puderam impedir que as tropas rebeldes destruíssem os diques necessários para inundar a zona, contribuíndo para a derrota dos terços espanhóis, e permitindo aos rebeldes levar alimentos à cidade de Leiden.

### Era contemporânea
O município de Zoetermeer foi criado em 1 de maio de 1935, a partir da fusão dos municípios de Zegwaard e Soetermeer.
A escassez de espaço na Haia impulsionou Zoetermeer como zona de crescimento populacional. O desenho urbanístico desenvolveu-se ordenadamente, com muito espaço livre e grandes zonas verdes.